# District de Bagongshan
Le district de Bagongshan (八公山区 ; pinyin : Bāgōngshān Qū) est une subdivision administrative de la province de l'Anhui en Chine. Il est placé sous la juridiction de la ville-préfecture de Huainan.